# Entérite nécrosante
 (mars 2009).
Si vous disposez d'ouvrages ou d'articles de référence ou si vous connaissez des sites web de qualité traitant du thème abordé ici, merci de compléter l'article en donnant les références utiles à sa vérifiabilité et en les liant à la section « Notes et références ».
 Mise en garde médicale
L’entérite nécrosante est une maladie due au bacille Clostridium perfringens C.

## Transmission
Ces bactéries peuvent être présentes dans des aliments contaminés : viandes et poissons mal cuits.

## Incubation
Cette période peut varier de 6 heures à 6 semaines.

## Symptomatologie
Chez l’Homme, cette maladie se manifeste par des diarrhées, des douleurs abdominales, pouvant aller jusqu’à provoquer la gangrène de l’intestin grêle. La mortalité survient dans 40 % des cas.